# Cultura Clovis
La cultura Clovis, detta anche cultura Llano, è una cultura preistorica nativa americana che appare per la prima volta nelle rilevazioni archeologiche del Nord America circa 13.500 anni fa, alla fine dell'ultima era glaciale (dell'ultimo periodo glaciale).
La cultura prende il nome dai manufatti trovati vicino a Clovis, nel Nuovo Messico, tra il 1929 e il 1932. I siti di Clovis hanno avuto, da allora, una loro precisa identità rispetto agli altri siti all'interno degli Stati Uniti, così come del Messico e dell'America Centrale.
Il popolo Clovis, noto anche come Paleoindiani, è di norma visto come i primi abitatori umani del Nuovo Mondo, e come progenitore di tutte le culture indigene dell'America del Nord e del Sud. Questa visione è stata contestata da vari ritrovamenti archeologici, ritenuti più antichi di quelli in oggetto, come ad esempio, il sito di Monte Verde in Cile.

## Descrizione

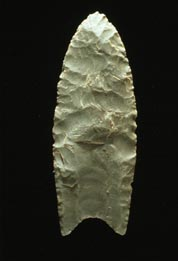
La caratteristica punta di Clovis

Un segno distintivo della cultura Clovis è l'uso di una punta di lancia ricavata dalla roccia, con una caratteristica forma rastremata, nota come la "punta di Clovis". La punta di Clovis è visibilmente bifacciale e rastremata ad entrambi i lati, caratteristica che probabilmente permetteva alla punta di essere montata su una lancia in modo che la punta si staccasse dall'asta in seguito all'impatto. Gli archeologi non concordano sul fatto che la diffusa presenza di questi manufatti indicasse o meno la proliferazione di un singolo popolo, o piuttosto l'adozione di una tecnologia superiore appartenente a popoli non-Clovis. È generalmente accettato che il popolo Clovis cacciasse il mammuth: sono stati rinvenuti siti nei quali tracce del popolo Clovis si mescolano a resti di mammuth. 

## La scoperta
Un cowboy, schiavo affrancato, George McJunkin, trovò uno scheletro di bisonte antico (un parente estinto del bisonte americano); lo scheletro aveva annessa una punta di Folsom, che è una punta ricavata dalla pietra propria della tradizione nordamericana, e prende il nome dal luogo del primo ritrovamento nel 1926 a Folsom, nel Nuovo Messico. Nel 1929 il diciannovenne James Ridgley Whiteman trovò il sito dell'insediamento di Clovis nel Blackwater Draw, nella parte est del Nuovo Messico.
Nonostante le scoperte precedenti, la prima prova accettata di questo insieme di strumenti venne dissotterrata nel 1932 a Clovis (Nuovo Messico), da un gruppo guidato da Edgar Billings Howard, dell'Accademia di Scienze Naturali di Philadelphia/Università della Pennsylvania. La squadra di Howard lasciò i suoi scavi a Burnet Cave (il primo vero sito Clovis scavato professionalmente) in agosto e visitò Whiteman e il suo sito di Blackwater Draw. In novembre, Howard era di nuovo a Blackwater Draw per investigare ulteriori ritrovamenti fatti da Whiteman.
Potrebbero esserci precedenti resoconti degli scavi a Burnet Cave, ma sembra probabile che il primo resoconto di lavoro professionale su un sito Clovis riguardi il sito di Blackwater Draw, come indicato nel numero del 25 novembre 1932 di Science. Questo contraddice direttamente quanto teorizzato da alcuni autori (Haynes 2002:56 The Early Settlement of North America), cioè che Dent, nel Colorado, sia stato il primo sito Clovis ad essere oggetto di scavo.

## I Clovis furono i primi americani?
Fino a poco tempo fa, la teoria standard tra gli archeologi era che i Clovis furono i primi abitanti delle Americhe. Il principale sostegno alla teoria era l'assenza di prove concrete riguardo a insediamenti umani pre-Clovis. Secondo la teoria generalmente accettata, i Clovis attraversarono la Beringia (il passaggio terrestre sullo Stretto di Bering) passando dalla Siberia all'Alaska durante un periodo di basso livello del mare durante l'era glaciale, e quindi avanzarono verso sud lungo un corridoio libero dai ghiacci a est delle Montagne Rocciose, nell'odierno Canada occidentale, quando i ghiacciai si ritirarono.
Ricerche condotte presso l'Università Texas A&M, nuove datazioni al radiocarbonio sostengono che i portatori della cultura Clovis non avrebbero potuto diffondersi nei due continenti in così poco tempo. Tuttavia, le presunte datazioni dei siti ritenuti pre-Clovis non mostrano nessuna coerenza spaziotemporale, così che questo presunto popolamento avrebbe dovuto svolgersi volando da un capo all'altro dei due continenti americani. Questa eterogeneità nelle datazioni dei siti considerati pre-Clovis costituisce il problema maggiore per costruire un modello alternativo a quello tradizionale.
Nel 2011 uno studio di M.R. Waters e altri propone una datazione più accurata di un reperto fossile da molti anni al centro di accesi dibattiti: si tratta di una costola di mastodonte entro cui è conficcata una punta ossea, reperto rinvenuto alla fine degli anni settanta da Carl Gustafson, dell'Università statale del Washington, nella località di Manis.
A seguito del ritrovamento, Gustafson ipotizzò che l'osso fosse databile a circa 14.000 anni fa (circa 2000 anni prima dell'arrivo dei Clovis), ma le sue teorie furono lungamente avversate, non essendo basate su una datazione affidabile. Le nuove analisi condotte nel 2010, grazie alle misurazioni eseguite con uno spettrometro di massa sulle proteine ossee estratte dalla costola e dalla punta ossea hanno consentito una datazione molto più precisa: il frammento osseo sarebbe databile a circa 13.800 anni fa, confermando l'ipotesi iniziale di Gustafson. Inoltre, le osservazioni fatte con la TC, mostrano che la punta ossea che colpì l'animale era lunga più di 10 pollici, ed era affilata; ciò conferma che la punta ossea è effettivamente quanto rimane di un'arma da caccia.

## Teorie alternative

### Siti Pre-Clovis

Mappa dell'America che mostra i siti prima della cultura di Clovis.

Molti archeologi hanno dibattuto a lungo la possibilità che esistesse una cultura più antica della Clovis nel Nord e Sud America. Gli archeologi che hanno lavorato in questi siti hanno identificato e datato alcuni manufatti come pre-Clovis, ma le loro affermazioni sono messe in dubbio da altri studiosi.
- Uno di questi siti, Monte Verde in Cile, sembra contenere dei reperti di epoca antecedente a Clovis, mischiati con tecnologie similari a quelle Clovis.
- Un altro candidato come sito pre-Clovis è Topper nella Carolina del Sud, dove nel 2004 sono stati rinvenuti attrezzi in pietra che le tecniche al radiocarbonio hanno datato a 50.000 anni fa, benché vi sia una significativa disputa riguardo a questa datazione.
- Un possibile sito pre-Clovis è localizzato a Cactus Hill nella Virginia meridionale.
- Un altro possibile sito pre-Clovis è Meadowcroft Rockshelter nel sud-ovest della Pennsylvania.
- Un ulteriore candidato è il sito mesoamericano di Tlapacoya, situato nel Messico centrale, con ossa, discariche (cioè luoghi dove venivano accumulati i rifiuti domestici della casa o della comunità), e una spada curva di ossidiana, tutti datati a oltre 21.700 anni fa.
- Un sito nel Missouri sudoccidentale, il Big Eddy Site, sta generando un grande interesse e contiene diversi manufatti possibilmente pre-Clovis. Questi sono stati trovati in questo sito ben stratificato insieme a del carbone di legna. Cinque differenti esemplari sono stati datati con l'AMS come risalenti a un periodo compreso tra 11.300 e 12.675 anni fa.
- Infine, un sito con utensili di pietra, la cui datazione tra 13.000 e 15.000 anni fa è stata effettuata sulla base di rilevamenti geologici, è stato scoperto a Walker, nel Minnesota nel 2006.

#### Percorso di migrazione costiera
Studi recenti sul DNA mitocondriale dei nativi americani suggeriscono che le popolazioni del Nuovo Mondo possano essersi separate geneticamente dai siberiani già 20.000 anni fa, cioè molto prima di quanto lascerebbe pensare la teoria comunemente accettata. Secondo una delle teorie alternative, la costa pacifica del Nord America potrebbe essere stata libera dai ghiacci, in modo da permettere alle prime genti del Nord America di percorrere questa pista prima della formazione del corridoio libero da ghiacci nell'interno del continente. Nessuna prova sostanziale è ancora stata trovata per sostenere questa ipotesi, eccetto per il fatto che l'analisi genetica della vita marina costiera indica il persistere di una vita marina diversificata, in refugia lungo le coste dell'Alaska e della Columbia Britannica, durante le ere glaciali del Pleistocene; questi refugia comprendono le fonti comuni di cibo delle popolazioni aborigene costiere, suggerendo che una migrazione lungo la linea costiera fosse all'epoca praticabile.

#### L'ipotesi solutreana
La controversa ipotesi solutreana, proposta nel 1999 dall'archeologo Dennis Stanford, dello Smithsonian, e dal suo collega Bruce Bradley (Stanford e Bradley 2002), suggerisce che i Clovis possano avere ereditato della tecnologia dai Solutreani, che vissero nell'Europa meridionale circa 21.000-17.000 anni fa, e che crearono le prime opere artistiche dell'Età della Pietra nell'odierna Francia meridionale. La correlazione viene suggerita dalle somiglianze nella tecnologia tra le punte di lancia dei Solutreani e quelle dei Clovis. Una tale teoria prevederebbe che i Solutreani attraversarono l'Atlantico percorrendo il bordo dei ghiacci del pack artico, che all'epoca si estendeva fino alla costa francese. Avrebbero potuto compiere questa impresa usando abilità per la sopravvivenza simili a quelle dei moderni Inuit. I sostenitori di questa ipotesi suggeriscono che gli attrezzi in pietra ritrovati a Cactus Hill (un antico sito archeologico americano in Virginia), che sono scheggiati in uno stile a metà tra il Clovis e il Solutreano, siano a sostegno di un possibile collegamento tra le due popolazioni in Europa. L'idea è supportata anche dall'analisi del DNA mitocondriale, la quale ha trovato che alcuni membri di alcune tribù native del Nord America hanno un antenato materno (chiamato aplogruppo X) (Schurr 2000), che appare essere più strettamente correlato agli antenati materni di alcuni individui odierni in Europa e in Asia Occidentale, che agli antenati di qualsiasi individuo odierno nell'Asia Orientale.
Gli oppositori dell'ipotesi per cui i Solutreani attraversarono l'Atlantico, indicano la difficoltà dell'attraversamento oceanico, oltre alla mancanza di opere artistiche (come quelle trovate in Francia a Lascaux) tra i Clovis, come indicativi che tale collegamento non esiste. È significativo notare come nell'analisi al radiocarbonio ci sia anche una differenza di 5.000 anni tra i Solutreani della Francia e i Clovis del Nuovo Mondo, e non ci siano siti archeologici in Europa, a nord di Parigi, che possano essere il luogo di origine delle presunte popolazioni Solutreane che attraversarono l'Atlantico per diventare i Clovis (Straus 2000). Comunque, le prove indicano che sono state trovate canoe costruite prima del 9500 a.C.
| Cultura Precedente: Meadowcroft Rockshelter 14000 a.C. c.a. 11500 a.C. c.a. | Cultura corrente: Clovis 11500 a.C. c.a. 10000 a.C. c.a. | Cultura seguente: Folsom 10000 a.C. c.a. 8000 a.C. c.a. |

## Ipotesi di sovracaccia del Pleistocene
Il ritrovamento di strumenti da caccia associati a resti di mammuth ha suggerito la cosiddetta "ipotesi di sovracaccia del Pleistocene", secondo la quale i Clovis cacciassero prevalentemente la megafauna, questa ipotesi è archeologicamente esclusa. La caccia del mammuth era solo una parte, plausibilmente eccezionale, della vita dei cacciatori-raccoglitori Clovis. Se il mammuth ed altre specie furono condotte all'estinzione nel periodo Clovis, la cosa più probabile è che una combinazione di variazioni climatiche, predazione umana, malattie, e pressioni aggiuntive da parte dei nuovi arrivati erbivori (competizione) e carnivori (predazione) abbia isolato le popolazioni dei mammuth ed abbia reso loro impossibile il riprodursi e sopravvivere. Un'ulteriore ipotesi, basata su recenti analisi di sedimenti provenienti da diversi siti archeologici nordamericani fanno ipotizzare che l'estinzione dei mammuth ed il declino della cultura Clovis possano essere la conseguenza dell'impatto con uno sciame di comete avvenuto circa 13 000 anni fa.